# Râul Furnia
Râul Furnia este un curs de apă, afluent al râului Tismana. Râul izvorăște din Peștera Păstrăvăriei și alimentează cu apă păstrăvăria mănăstirii. Numele îi vine de la "Furnus" - cuptor, aici fiind organizate serbări înainte de construcția Mănăstirii Tismana. Aici sedimentele de calcar sunt la fel de mari și ar trebui protejate fiind unicat în zonă. 

## Hărți
- Harta munții Vâlcan  Arhivat în 15 iunie 2011, la Wayback Machine.